# Kenny de Schepper
Kenny de Schepper (nacido el 29 de mayo de 1987, en Burdeos, Francia) es un tenista profesional francés.

## Carrera
Comenzó a jugar tenis los ocho años. Su padre Eric, originario de Bélgica, es un exjugador profesional de squash. A la edad 13, se unió al club de tenis nacional en Poitiers. Dejó de jugar al tenis durante dos años debido a las lesiones de crecimiento. Su ídolo cuando era niño fue Pete Sampras y su superficie favorita son las pistas duras, también disfruta de la hierba.
Principalmente participa en el ámbito del circuito de la ATP Challenger Series.Su ranking más alto en la carrera ha sido el puesto 67, alcanzado el 5 de agosto de 2013, mientras que en dobles fue el puesto 152 el 27 de febrero de 2012.
Hasta el momento ha ganado 4 títulos de la categoría ATP Challenger Tour, todos ellos en la modalidad de individuales.

### 2011
Aunque logró títulos, disputó varias finales en los eventos ITF Futures y tiene un segundo puesto en un torneo ATP Challenger Tour. Perdió la final del Challenger de Quimper ante su compatriota David Guez. 
Ganó su primer título ATP Challenger en el Challenger de Pozoblanco disputado en España, derrotando en la final al local Iván Navarro. 
Kenny disputó el cuadro principal del Campeonato de Wimbledon 2011. En la fase de clasificación derrotó a Ádám Kellner, Matthew Ebden y Simone Bolelli.

### 2012
En octubre de 2012, de Schepper ganó dos torneos Challenger consecutivos, que lo llevó a una alta graduación en el ranking de 123 en individuales. La primera de las dos victorias vino en el Challenger de Mons, una semana más tarde en el Challenger de Rennes, este último sin perder un solo set en toda la competencia.

### 2013
De Schepper jugó el Campeonato de Wimbledon 2013 con gran suceso y avanzó a la cuarta ronda por primera vez en un torneo Grand Slam. En el camino derrotó a Paolo Lorenzi, Marin Čilić (por no presentación) y Juan Mónaco. De Schepper finalmente cayó derrotado en tres sets ante el español Fernando Verdasco.
En el Abierto de Estados Unidos 2013, perdió en la primera ronda ante el estadounidense Bradley Klahn en cuatro sets, con tres tie-breaks.

### 2014
A finales de febrero en el Challenger La Manche, disputado en la norteña ciudad francesa de Cherburgo-Octeville, el favorito de casa y primer cabeza de serie Kenny de Schepper ganó su cuarto título en ocho finales, derrotando en la final al eslovaco Norbert Gombos. De Schepper se impuso por 3-6, 6-2, 6-3 en su primer partido por el título desde que terminó segundo por detrás de Nicolas Mahut en el Challenger de Rennes en octubre pasado.

## Títulos; 5 (5 + 0)
| Leyenda                        | Individuales | Dobles |
| ------------------------------ | ------------ | ------ |
| Grand Slam (tenis)\|Grand Slam | 0            | 0      |
| ATP World Tour Finals          | 0            | 0      |
| ATP World Tour Masters 1000    | 0            | 0      |
| ATP World Tour 500 Series      | 0            | 0      |
| ATP World Tour 250 Series      | 0            | 0      |
| ATP Challenger Series          | 5            | 0      |

### Individuales
| N.º | Fecha      | Torneo                   | Superficie    | Oponente en la final | Resultado           |
| --- | ---------- | ------------------------ | ------------- | -------------------- | ------------------- |
| 1.  | 10.07.2011 | Challenger de Pozoblanco | Dura          | Iván Navarro         | 2–6, 7–5, 6–3       |
| 2.  | 07.10.2012 | Challenger de Mons       | Dura          | Michaël Llodra       | 7–6(7), 4–6, 7–6(4) |
| 3.  | 14.10.2012 | Challenger de Rennes     | Dura          | Illya Marchenko      | 6–3, 6–2            |
| 4.  | 02.03.2014 | Challenger de Cherburgo  | Dura (i)      | Norbert Gomboš       | 3-6, 6-2, 6-3       |
| 5.  | 04.09.2016 | Challenger de Como       | Tierra batida | Marco Cecchinato     | 2-6, 7-6(0), 7-5    |

## Clasificación en torneos del Grand Slam
| Torneo          | 2014 | 2013 | 2012 | 2011 | 2010 | Títulos |
| --------------- | ---- | ---- | ---- | ---- | ---- | ------- |
| Australian Open |      |      |      |      | -    | 0       |
| Roland Garros   | 2R   |      |      |      |      | 0       |
| Wimbledon       |      |      |      |      |      | 0       |
| US Open         |      |      |      |      |      | 0       |